# Сентани
Сентани (Buyaka, Sentani) — папуасский язык, на котором говорят почти в 30 деревнях на территории озера Сентани провинции Папуа, также рассеяны в Папуа и других провинциях в Индонезии. Имеет центральный, восточный и западный диалекты, также на 30% схож по лексике с языком табла. Носители сентани называют себя буяка.

## Некоторые фразы
- Fio — главное приветствие.